# RT-2PM2 토폴-M
RT-2PM2 토폴-M(РТ-2ПМ2 «Тополь-М»)은 1997년에 러시아가 배치한 대륙간 탄도 미사일로, 소비에트 연방의 붕괴 이후 러시아가 최초로 개발한 대륙간 탄도 미사일이다.
토폴-M의 디자인과 개발은 모스크바 열 공학 연구소(Moscow Institute of Thermal Technology)에서 하였으며, 봇킨스크 기계 생산 플랜트(Votkinsk Machine Building Plant)에서 생산하고 있다.
후속 버전으로 RS-24 야르스(토폴-MR)가 배치되고 있다.

## 특징
토폴-M 미사일은 콜드 런치 방식의 3단 고체연료를 사용하며, 사일로나 혹은 차량으로 발사할 수 있는 대륙간 탄도 미사일이다. 토폴-M 미사일의 길이는 22.7 미터이며, 1단 로켓의 직경은 1.9미터이다. 미사일의 총 무게는 47,200 Kg이며, 여기엔 1,000 ~ 1,200 Kg의 재돌입 장치가 포함된다. 토폴-M은 800 킬로톤 핵무기를 하나 장착하고 있지만, MIRV 탄두도 가능하게 설계되어 있다. 토폴-M의 최고 설계자인 유리 솔로모프(Yury Solomonov)는 토폴-M이 4~6개의 핵무기를 실을 수 있다고 한다. 토폴-M의 최소 사정거리는 2,000 Km이며, 최대 11,000 Km의 사정거리를 지니고 있다. 또한 글로나스 수신기가 장착된 관성 유도 장치가 장착되어 있으며, 여러 러시아제 ICBM중에서 최고의 정확도라고 알려져 있으며, 이 미사일의 원형 공산 오차는 200m이다.
토폴-M은 강화 핵미사일 사일로에 배치될 수 있으며, 아님 16개의 바퀴가 달린 MZKT-79221 차량 발사대에도 배치될 수 있다. MZKT-79221은 길이 없는 지형에서도 움직일 수 있으며, 가는 길 중 어느 곳에서도 미사일을 발사할 수 있다. 토폴-M의 사일로 발사형의 이름은 RS-12M2로 믿어지고, 차량 발사형의 이름은 RS-12M1로 믿어진다.

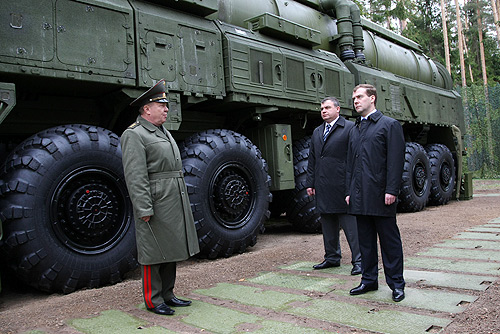
토폴-M을 전력화 한 전략로켓군 부대를 방문한 드미트리 메드베데프

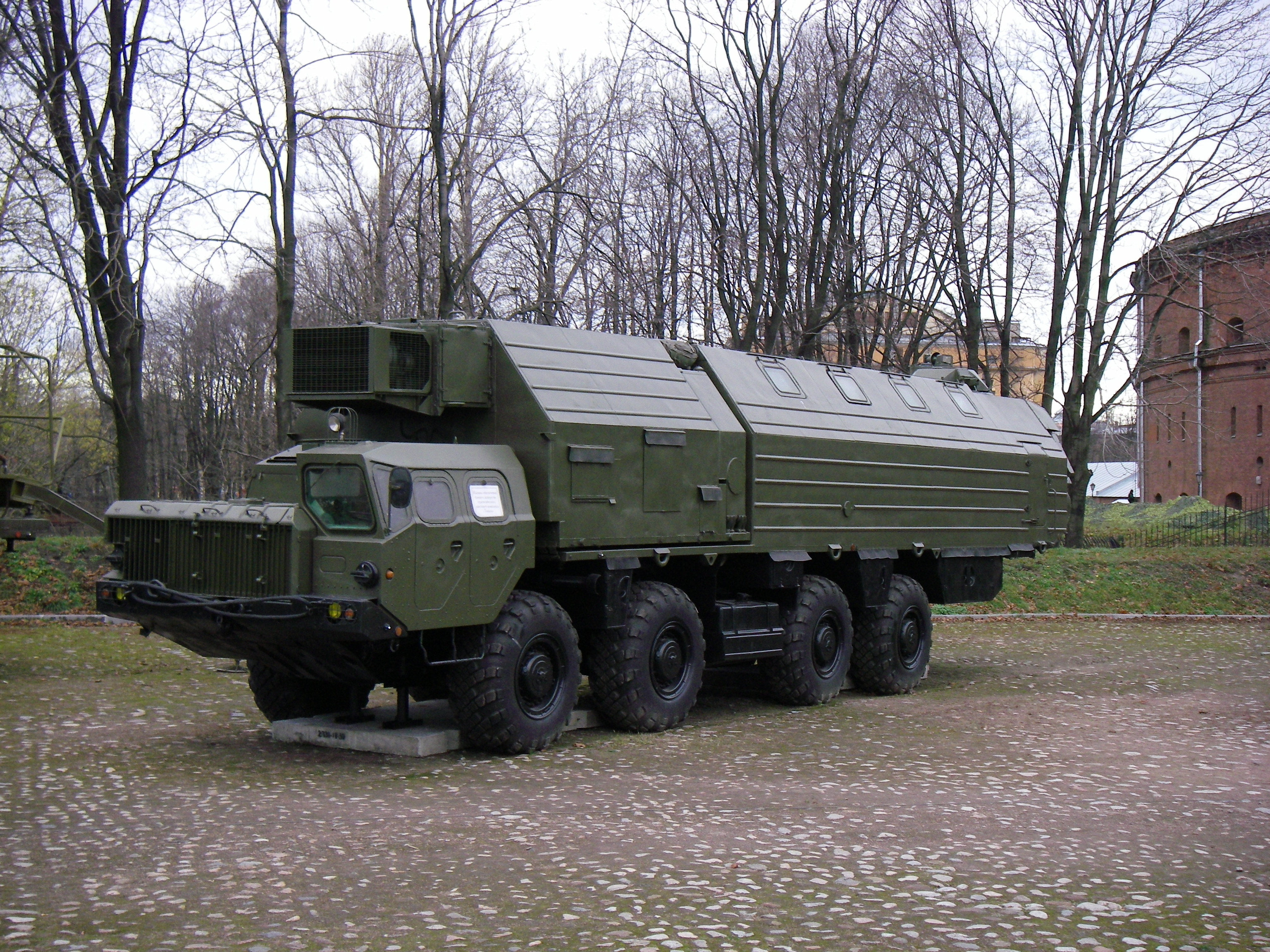
상트페테르부르크 포병 박물관의 토폴/토폴-M의 발사 지원 차량

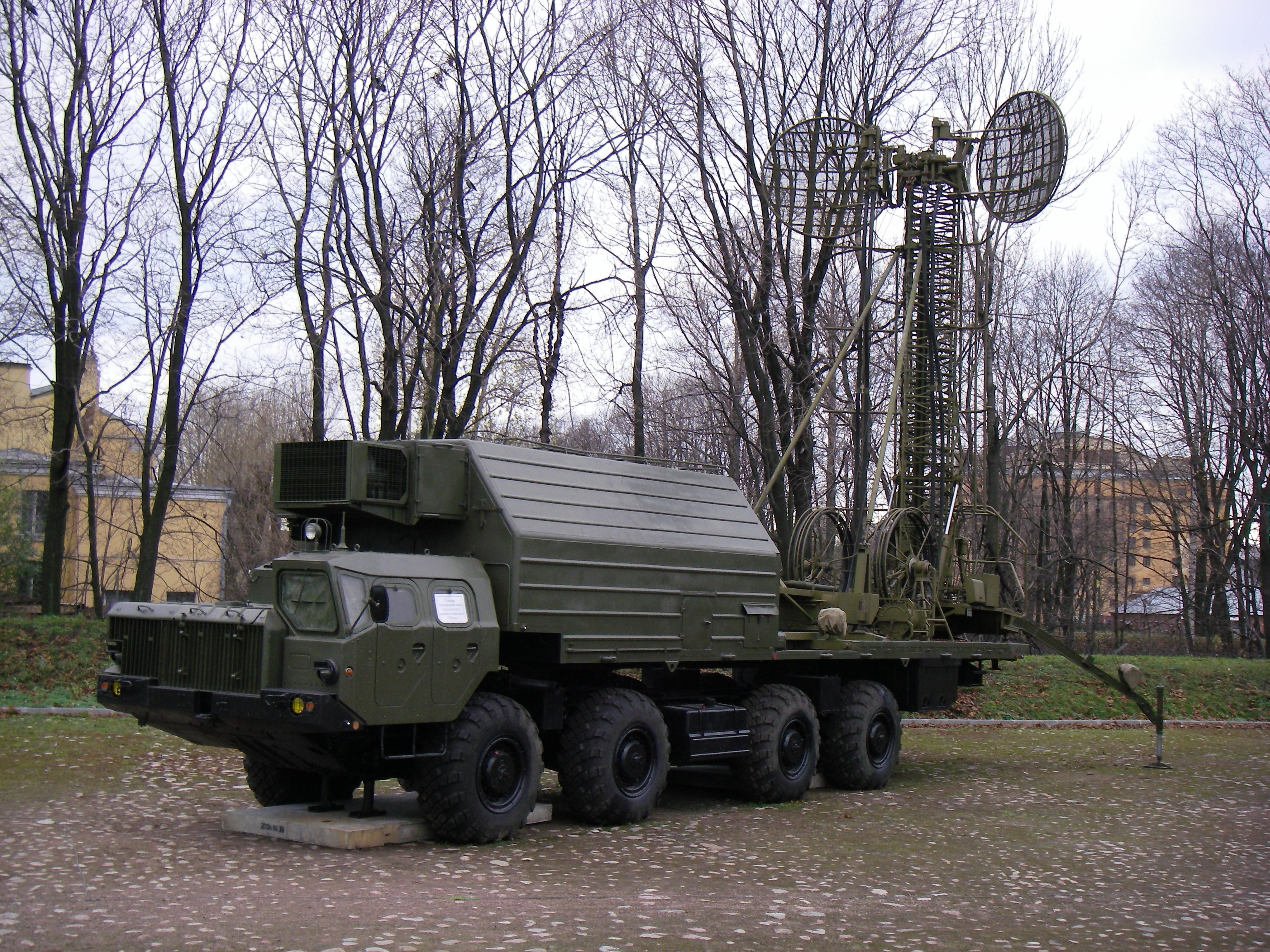
상트페테르부르크 포병 박물관의 토폴/토폴-M의 대류권 중계 차량

토폴-M 미사일의 1단 로켓 모터는 두 기술을 연구하는 소유즈 연방 센터에서 개발되었다. 토폴-M은 다른 ICBM보다 훨씬 높은 가속력을 갖고 있다. 토폴-M은 7,320 m/s의 속도로 가속할 수 있고, 탄도 궤도중 수평 궤도에선 10,000 km 이상의 속도를 낼 수 있다.
또한 고체 연료를 사용하는 미사일이기 때문에 신속하게 발사할 수 있다.

## 개발과 전력화
1968년 RT-2(SS-13, 사일로), 1972년 RT-2P(SS-14, 트럭), 1985년 RT-2PM 토폴(SS-25, 트럭), 1997년 RT-2PM2 토폴-M(SS-27, 트럭)이 실전배치되었다.
토폴-M 미사일의 개발은 1980년대 말에 SS-25 토폴의 혁신적인 업그레이드로 출발하였으며, 1992년에 재디자인 되었다. 최초의 비행 테스트는 1994년 12월 20일에 실시하였으며, 1997년 12월 SS-19 사일로를 고친 사일로에 전력화되었다. 그 후 1998년 최초의 사일로 기반 부대가 작전에 들어갔음이 공포되었으며, 그 후 1999년, 2000년, 2003년에 공포 되었다.
그리고 2006년 12월 12일, 최초의 차량 발사형 토폴-M 미사일 시스템이 Teykovo 근처 마을에서 임무에 들어갔다.
2010년 말 러시아의 전략 로켓군은 70기의 토폴-M 미사일을 운영하고 있는데, 그중 52개는 사일로 발사형이었고, 18기가 차량 발사형이었다. 또한 8기의 토폴-M 미사일이 2011~2012년중에 전략 로켓군의 운영목록에 포함될 예정이다.
러시아 전략로켓군 편제에서 전력화 된 토폴-M 미사일:
- 근위 미사일 27군 (HQ: 블라디미르)
  - Tatishchevo 근방의 60 미사일 사단 - 52기의 사일로 발사형 토폴-M
  - Teykovo 근방의 54 근위 미사일 사단 - 18기의 차량 발사형 토폴-M

토폴-M은 약 15~20년의 수명을 가질 것으로 보여진다.

## 미사일 방어 회피 능력
러시아는 이 미사일을 미국의 미사일 방어 시스템을 무력화시킬 수 있게 설계하였다. 여기엔 재돌입 장치가 MD 단계의 최후 파괴단계의 회피 책략과 더불어 목표에 대한 전자방해책과 더불어 디코이도 포함된다. 또한 재돌입 장치는 방사능과 전자기 펄스, 500m 이상의 핵 폭발에도 버티며, 어떠한 레이저 기술에 대해서도 살아남는다.
토폴-M은 특별한 특징을 갖고 있는데, 발진 단계에서 토폴-M의 엔진을 짧게 가동한후 꺼버리는 것으로 이로 인해서 조기경보 위성에 잡힐 확률을 줄여 상승 단계에서 조기경보와 더불어 미사일 방어 시스템의 방어를 복잡하게 만들어 버린다. 또한 토폴-M은 수평 탄도 궤도를 가져, 방어를 어렵게 만든다.
러시아는 재돌입 장치의 회피 실험에 성공하였다. 이 미사일은 2005년 11월 1일에 러시아의 우주센터인 카푸스틴 야르에서 발사되었다. 이 미사일의 탄두는 발사되고 탄두가 분리될 때 궤도를 바꾸어 재돌입 궤도를 버꾸어 재돌입 궤도 예측을 어렵게 한다.

## 운영
러시아2012년 러시아 전략 로켓군에서만 운영하고 있으며, 78기의 토폴-M 미사일을 배치하고 있다.

## 같이 보기
- 미사일 목록 (이름순)
- RT-2PM 토폴 (SS-25)
- 미사일 방어